# Altpreußisches Infanterieregiment No. 5 (1806)
Das Infanterieregiment mit der späteren Nummer No. 5 war eines der ältesten brandenburgisch-preußischen Regimenter. Es wurde 1655 als Eulenburg zu Fuß gegründet.

## Allgemeine Geschichte
Das Regiment wurde 1655 aus Rekruten der kurbrandenburgischen Ämter errichtet. 1674 wurde es mit dem Garde vereinigt. 1707 wurde es wieder eigenständig.

## Garnison, Ersatz und soziale Verhältnisse
Das Regiment lag im 18. Jahrhundert stets in Magdeburger Garnison.

## Beurteilung
Das Regiment galt als Eliteregiment, sicher auch wegen seines Gardehintergrundes.

## Persönlichkeiten
Herausragende Persönlichkeit war der Oberkommandierende der alliierten Westarmee im Siebenjährigen Krieg Ferdinand von Braunschweig-Wolfenbüttel, sein Kommandeur Johann Christoph von Prignitz starb in der Schlacht bei Roßbach. Auch der Regimentschef Friedrich Christoph von Saldern begründete einen guten Ruf für das Regiment.

## Verbleib und Nachfolge
Das Regiment wurde am 8. November 1806 als Regiment zu Fuß Kleist No. 5 in Magdeburg durch Kapitulation aufgelöst.

## Uniform, Ausrüstung
Im 18. Jahrhundert bestand die Regimentsuniform aus einer blauen Uniformjacke mit paille Ärmel- und roten
Rockaufschlägen und paille Rabatten mit zwei roten Litzen. Die Mütze der Flügelgrenadiere war beige-blau, Goldmessingbeschlag mit gelb-weiß-rotem Püschel. Die Regimentsfahne war gelb mit roten Flammen.